# Берцелиус (лунный кратер)
Кратер Берцелиус (лат. Berzelius) — ударный кратер в северной части Таврских гор на видимой стороне Луны. Название дано в честь шведского химика Йёнса Якоба Берцелиуса (1779—1848) и утверждено Международным астрономическим союзом в 1935 г. Образование кратера относится к нектарскому периоду.

## Описание кратера

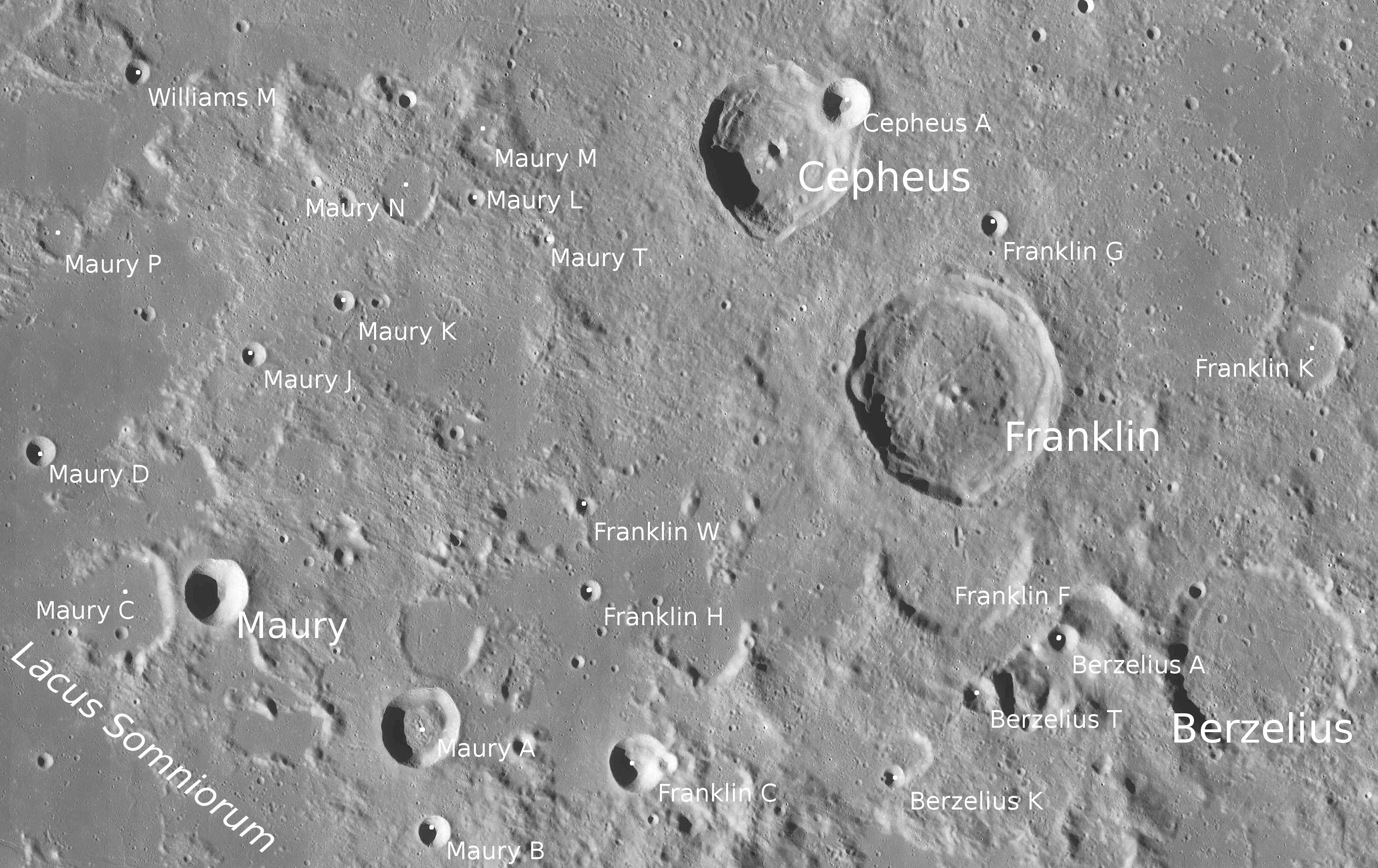
Окрестности кратера Берцелиус. Снимок зонда Lunar Reconnaissance Orbiter.

Ближайшими соседями кратера являются кратер Франклин на северо-западе; кратер Гук на северо-востоке; кратер Гемин на юго-востоке. Селенографические координаты центра кратера — 36°33′ с. ш. 50°57′ в. д. / 36,55° с. ш. 50,95° в. д., диаметр — 48,5 км, глубина — 2,99 км.
Кратер значительно разрушен, имеет вал в виде хребта, отмеченного несколькими мелкими кратерами, южная часть вала практически полностью сравнялась с окружающей местностью. Высота вала над окружающей местностью составляет около 1000 м, объем кратера приблизительно 2000 км³. Дно чаши кратера с низким альбедо, отмечено множеством мелких кратеров, имеется трудноразличимый центральный пик.

## Сателлитные кратеры

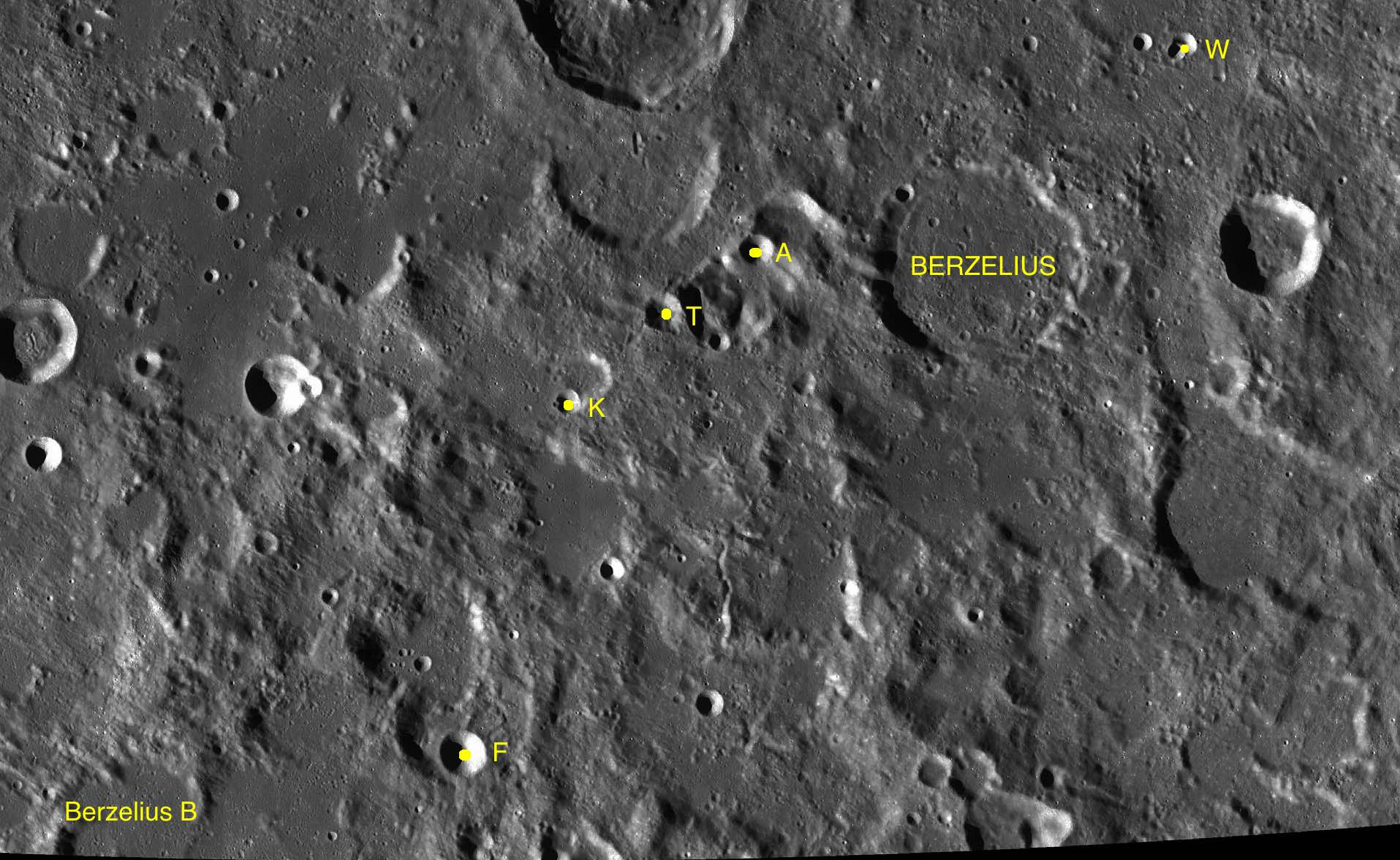
Фрагмент карты LAC-27.

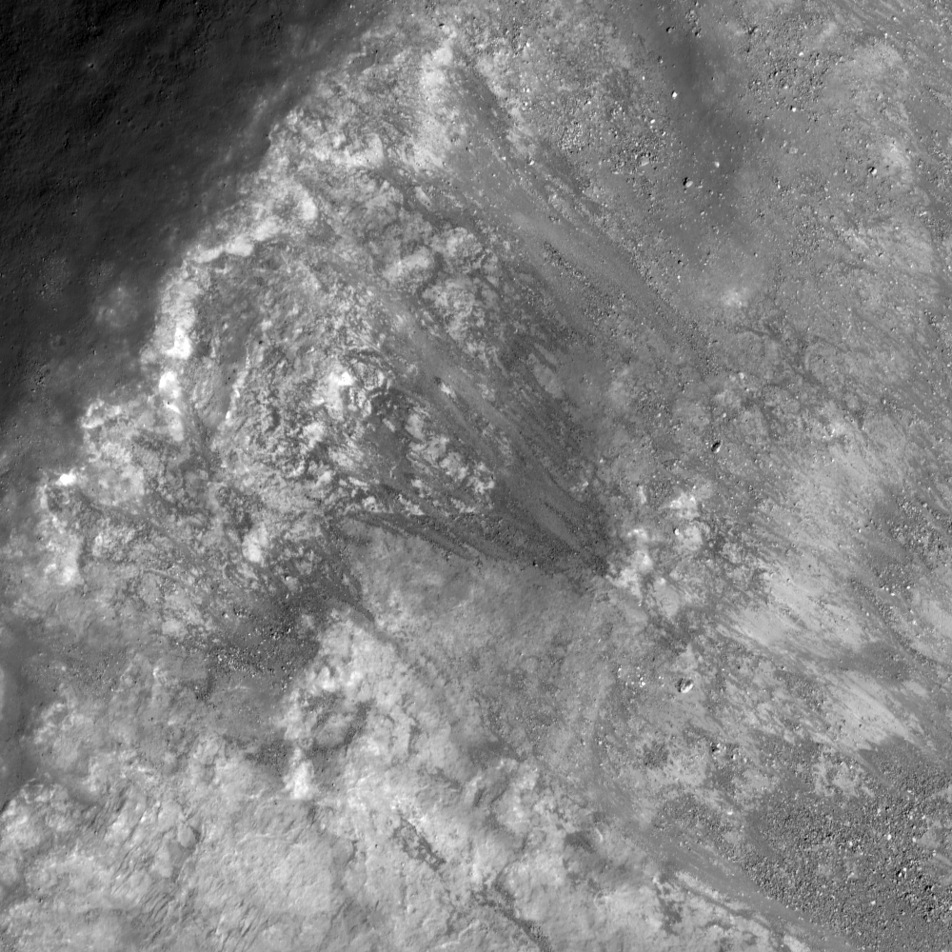
Следы оползней на склоне сателлитного кратера Берцелиус W. Снимок Lunar Reconnaissance Orbiter.

| Берцелиус | Координаты                                            | Диаметр, км |
| --------- | ----------------------------------------------------- | ----------- |
| A         | 36°44′ с. ш. 48°52′ в. д. / 36,74° с. ш. 48,87° в. д. | 8,4         |
| B         | 32°19′ с. ш. 43°06′ в. д. / 32,31° с. ш. 43,10° в. д. | 25,5        |
| F         | 32°51′ с. ш. 46°01′ в. д. / 32,85° с. ш. 46,02° в. д. | 10,8        |
| K         | 35°34′ с. ш. 47°02′ в. д. / 35,57° с. ш. 47,03° в. д. | 6,0         |
| T         | 36°15′ с. ш. 47°58′ в. д. / 36,25° с. ш. 47,96° в. д. | 9,2         |
| W         | 38°08′ с. ш. 53°06′ в. д. / 38,14° с. ш. 53,10° в. д. | 7,2         |